# キャラクターアーク
キャラクターアーク（英語: character arc）は、物語の過程で生じた登場人物の変容、または精神的な変化のことである。

## 解説
物語にキャラクターアークがある場合、キャラクターは何らかの人物として始まり、物語の展開に応じて少しずつ異なる種類の人間へと変化していく。その変化とは、精神面の本質的な変容であることが多く、1つの人格的特性が正反対の特性（例えば、貪欲から博愛へ）に変わるため、この劇的な変化を表現するために幾何学的用語の「弧」（アーク）を使用することが多い。キャラクターアークは必ずしも善人に変わることだけを意味するわけではなく、悪人や狂人になることも含まれている。ほとんどの物語では、主人公がキャラクターアークを経験する可能性が最も高いが、脇役も内面の変化を経験することがよくある。
多くの物語で、そのプロットの原動力となっている要素は、おそらく主人公に技能や知識、資源や友人が不足しているのが原因で、初めは自分に対抗する力を克服することができないように見えることだ。このような障害を乗り越えるために、主人公はおそらく新しい技能を学ぶことによって、より高い水準の自己形成、または将来性に達するような変化を成し遂げなければならない。主人公は、周囲の環境と交流したり、助言者の助けを借りたり、視点を変えたり、またはその他の方法によって、そのような高い水準の自我に目覚めることができる。

## 劇的な物語の構造
三幕構成の物語の流れを通じて、キャラクターアークは多くの場合、次のような物語の流れに従いながら展開していく。

### 第一幕
第一幕では、他の人物との関係を含む環境の説明の中で、少なくとも1人の人物、つまり主人公のキャラクターアークが確立または再確立される。第一幕の後半で、主人公を駆り立てる事件が発生し、主人公がこの事件に対処しようとすることで、最初の転換点となるさらに劇的な状況につながっていく。最初の転機の後、主人公の人生は完全に一変し、物語のクライマックスで答えられる劇的な問いを提起する。この問いは、主人公の行動のきっかけという観点から構成する必要がある。例えば「Xはダイヤモンドを取り戻すのか？」「Yには彼女ができるのか？」「Zは殺人犯を捕まえるのか？」

### 第二幕
「Rising Action」とも呼ばれる第二幕では、主人公が最初の転換点で始まった問題を解決しようとするなかで、キャラクターアークが展開していく。問題を解決しようとした結果、結局は状況がますます悪化していくことに気づき、新しい技能の習得や能力の発見、そして（場合によっては、第二幕の後半で）自己認識が向上がすることが多い。

### 第三幕
第三幕では、クライマックス、「Falling Action」、解決を含めて、物語の変化は完了するが、通常キャラクターアークは完了しない。クライマックスでは、物語の中心的な緊張が最も激しくなり、劇的な問いに答えられるので、キャラクターアークは登場人物が「自分は何者になっていくのか」という新たな感覚を得るところへ到達する。プロットとそのサブプロットが解決すると、キャラクターアークの重点は、新しい技能の習得や眠っていた能力の発見から、より高い水準の自我の目覚めに移り、その結果、登場人物がどのような人間になっていくかが変わる。

## 具体例

### 映画の場合
以下は著名映画での参考例である。
- 『トッツィー』では、ダスティン・ホフマンのキャラクターは女性蔑視的な優越主義者として始まるが、女性の役割を演じることを余儀なくされると、彼は自分の女性に対する見方が変化するのを経験し、最終的には別の人格になる。
- 『太陽の帝国』では、ジムはのんきな少年として始まる。日本人が上海を占領し、家族から引き離された後、彼は戦争のためにトラウマに苦しむことを余儀なくされた。
- 『ゴッドファーザー』（1972年）では、マイケル・コルレオーネは、当初父親のドン・ヴィトー・コルレオーネの犯罪ビジネスと関係をもつことを全く望んでいなかった。しかし、父ヴィトーが銃撃で重傷を負うと、マイケルは次第に加害者への報復戦争に巻き込まれていく。これは、効果的かつ皮肉なことに、彼をコルレオーネ・ファミリーのドンになる道へと導いていく。絶賛された続編、『ゴッドファーザーPart II』（1974）は、強力な犯罪組織の親玉になった結果、マイケルが事実上失脚していく様子を記録している。
- 『タクシードライバー』（1976年）では、トラヴィス・ビックルは、不眠症に悩まされ、社交性に欠けるベトナム戦争の帰還兵から、強迫観念にかられた半狂人と化す。
- 『グッドフェローズ』（1990）で、ヘンリー・ヒル（レイ・リオッタ）は、深刻なコカイン中毒のために、上品で洗練されたギャングから妄想的な神経衰弱に変わる。
- 『アナと雪の女王』では、エルサは自身の氷の能力によって妹のアナを傷つけた後、自分の力を恐れ、自分を怪物だと思い込む。妹が自分を犠牲にした後、エルサはついに自身の力を再び受け入れる。アナは、出会った男とすぐに婚約してしまうような危うい社交性をもっているのだが、ハンスが彼女を裏切った後、アナは一見善人に思える人間が人を欺くこともあると学ぶ。